# Khamis Mushayt
Khamis Mushayt o Khamis ibn Mushayt fou la principal localitat (de fet agrupació de petites viles) de la regió d'Asir a l'interior de l'Aràbia Saudita a uns 32 km d'Abha, la capital, prop del uadi Bisha. El nom correspon al clan mushayt de la fracció tribal dels rushyad de la tribu sharan; els llogarets principals són Darb i Kambar. És un centre comercial i agrícola i a la primera meitat del segle xx va tenir importància per la seva situació estratègica. Disposa d'una base aèria.